# Colours (米倉千尋のアルバム)
Colours（カラーズ）は、米倉千尋の4枚目のアルバムである。

## 収録曲
1. I believe
  - 作詞・作曲：米倉千尋、編曲：勝又隆一
2. WILL
  - 作詞：鵜島仁文・米倉千尋、作曲：鵜島仁文、編曲：岩本正樹
3. Birth of light（Album Ver.）
  - 作詞：K.INOJO、作曲：本田恭之、編曲：本田恭之・H.Kohshun
  - 間奏部分にギター演奏が入るのと、アウトロがシングル盤より長くなっている。
4. FEEL ME（Album Ver.）
  - 作詞：田口俊、作曲：鵜島仁文、編曲：十川知司
5. FRIENDS（Album Ver.）
  - 作詞・作曲：米倉千尋、編曲：見良津健雄
6. Crimson of Butterfly（Album Ver.）
  - 作詞：K.INOJO、作曲：本田恭之、編曲：本田恭之・H.Kohshun
  - ドラマCD「ハイスクール・オーラバスター 3rd vision『烙印の翼』SIDE-B＜聖界＞」主題歌のアルバムバージョンである。
7. 犬と赤いフリスビー
  - 作詞・作曲：米倉千尋、編曲：勝又隆一
  - 後にアルバム『Little Voice』に収録される。
8. Truth（Album Ver.）
  - 作詞・作曲：米倉千尋、編曲：見良津健雄
9. to Love.
  - 作詞：米倉千尋、作曲・編曲：皆川真人
10. My song for you（Album Ver.）
  - 作詞・作曲：米倉千尋、編曲：見良津健雄
  - ドラマCD『EVE burst error』エンディング主題歌
  - 後にアルバム『BEST OF CHIHIROX』に収録される。
  - アウトロの後にオルゴールが流れるアルバムバージョンである。
11. 嵐の中で輝いて（20TH ANNIVERSARY VERSION）※bonus track
  - 作詞：渡辺なつみ、作曲：夢野真音、編曲：見良津健雄
12. 永遠の扉（20TH ANNIVERSARY VERSION）※bonus track
  - 作詞：渡辺なつみ、作曲：鵜島仁文、編曲：見良津健雄